# La Nuit au musée 2 (bande originale)
Albums de Alan Silvestri
La Légende de Beowulf
(2007) G.I. Joe : Le Réveil du Cobra
(2009)
Bandes originales de La Nuit au musée
La Nuit au musée
(2006)
Night at the Museum: Battle of the Smithsonian - Original Motion Picture Soundtrack, composé par Alan Silvestri, est la bande originale, distribué par Varese Sarabande, du film fantastique américain réalisé par Shawn Levy, La Nuit au musée 2, sortis en 2009.

## Liste des titres
Toute la musique est composée par Alan Silvestri..
| 1.    | Night At The Museum: Battle of the Smithsonian | 2:38 |
| 2.    | Daley Devices                                  | 0:36 |
| 3.    | This Night Is Their Last                       | 4:35 |
| 4.    | To Washington                                  | 0:37 |
| 5.    | Getting Past Security                          | 1:49 |
| 6.    | Finding Jed and the Others                     | 3:16 |
| 7.    | I Have Come Back To Life                       | 1:04 |
| 8.    | The Tablet                                     | 3:25 |
| 9.    | I Smell Adventure                              | 4:31 |
| 10.   | He Doesn’t Have All Night                      | 1:46 |
| 11.   | The Adventure Continues                        | 3:25 |
| 12.   | Octavius Attacks                               | 1:22 |
| 13.   | Entering The Air & Space Museum                | 1:32 |
| 14.   | Escape In Wright Flyer                         | 3:29 |
| 15.   | Got The Combination                            | 2:19 |
| 16.   | Gate To The Underworld                         | 1:02 |
| 17.   | I Ride The Squirrel                            | 1:25 |
| 18.   | On Your Toes                                   | 1:54 |
| 19.   | The Battle                                     | 1:44 |
| 20.   | Divide The House                               | 1:28 |
| 21.   | Victory Is Ours                                | 1:19 |
| 22.   | Goodbye                                        | 2:43 |
| 23.   | Museum Open Late                               | 2:02 |
| 50:01 |                                                |      |

## Musiques additionnelles
- Outre les titres présents, sur l'album, on entend aussi durant le film les morceaux suivants[1] :
  - My Heart Will Go On
    - Écrit par James Horner et Will Jennings
    - Interprété par The Jonas Brothers[2]
    - Produit par Ali Dee
    - Vocals produit par John Fields
    - Jonas Brothers interprètent avec l'aimable autorisation d'Hollywood Records

  - Lovebug
    - Écrit par Nick Jonas[3], Joe Jonas[4] et Kevin Jonas[5]
    - Interprété par The Jonas Brothers[2]
    - Produit par Ali Dee
    - Vocals produit par John Fields
    - Jonas Brothers interprètent avec l'aimable autorisation d'Hollywood Records

  - I Only Have Eyes for You (Non crédité)
    - Musique d'Harry Warren
    - Parole d'Al Dubin

  - Ride Of The Valkyries
    - Écrit par Richard Wagner
    - Interprété par The Jonas Brothers[2]
    - Produit par Ali Dee
    - Vocals produit par John Fields
    - Jonas Brothers interprètent avec l'aimable autorisation d'Hollywood Records

  - Blue Moon (Non crédité)
    - Musique de Richard Rodgers
    - Parole de Lorenz Hart

  - Life in Technicolor
    - Écrit par Guy Berryman, Jon Buckland[6], Will Champion[7], Chris Martin[8] et Jon Hopkins
    - Interprété par Coldplay
    - Avec l'aimable autorisation de Capitol Records
    - Sous licence d'EMI Film & Television Music

  - Fly With Me
    - Écrit par Nick Jonas, Joe Jonas, Kevin Jonas et Greg Garbowsky
    - Interprété par The Jonas Brothers[2]
    - Avec l'aimable autorisation de Hollywood Records

  - 7th Cavalry Regiment
    - Musique traditionnelle

  - Bugle Call Rag
    - Écrit par Billy Meyers, Elmer Schoebel, and Jack Pettis
    - Interprété par Benny Goodman and His Orchestra[9]
    - Avec l'aimable autorisation de Columbia Records
    - Par arrangement avec Sony Music Entertainment

  - More Than A Woman
    - Écrit par Barry Gibb, Maurice Gibb et Robin Gibb
    - Interprété par The Jonas Brothers[2]
    - Produit par Ali Dee
    - Vocals produit par John Fields
    - Jonas Brothers interprètent avec l'aimable autorisation d'Hollywood Records

  - That's The Way I Like It
    - Écrit par Harry Wayne Casey et Richard Finch

  - Gloriana
    - Écrit par Mark Ford et Stephen Metcalfe
    - Interprété par The London Studio Orchestra and The Purcell Singers
    - Avec l'aimable autorisation de Nathan D. Duvall et Corner Stone Cues

  - Let's Groove
    - Écrit par Maurice White et Wayne Vaughn
    - Interprété par Earth Wind & Fire[10]
    - Avec l'aimable autorisation de Columbia Records
    - Par arrangement avec Sony Music Entertainment